# Stadtbibliothek Bützow
Die Stadtbibliothek Bützow ist eine öffentliche Bibliothek, welche durch die Stadt Bützow verwaltet wird. Sie befindet sich im Krummen Haus und verfügt über einen Bestand von ca. 12.000 Medien.

## Geschichte

### 1772 bis 1789
Die Geschichte der öffentlichen Bibliothek in Bützow reicht bis ins Jahr 1772 zurück. Nach Auseinandersetzungen mit dem Rostocker Magistrat gründete Friedrich, Herzog von Mecklenburg, im Jahr 1760 die Friedrichs-Universität Bützow, welche aus dem herzoglichen Teil der Universität Rostock hervorging.
Für die akademische Bibliothek stiftete er eine Vielzahl von Büchern, die als Grundstock auf drei verwahrten Fürstenbibliotheken sowie einem Teilbestand des im bischöflichen Schloss Bützow befindlichen Pädagogiums basierten. Die Leitung der Bibliothek übernahm der deutsche Orientalist und Professor Oluf Gerhard Tychsen, der 1769 auf dem Dachboden der Schweriner Justizkanzlei die lange vergessene Renaissance-Bibliothek des mecklenburgischen Herzogs Johann Albrecht I. wiederentdeckte. Dieser Fürst hatte sich um Wissenschaft und Kunst im Land verdient gemacht, ebenso wie die Herzöge Adolf Friedrich I. und Christian Ludwig I., deren Bibliotheken ebenfalls die Sammlung bereicherten.
Im Jahr 1769 ließ der Herzog das Wirtschaftsgebäude und den Pferdestall der ehemaligen Bischofsburg umbauen, um eine Saalbibliothek mit einer Fläche von 200 m² zu schaffen.
Im Jahr 1772 wurde die Universitätsbibliothek Bützow feierlich als erste öffentliche Bibliothek Mecklenburgs eröffnet. Durch einen herzoglichen Erlass wurde sie an zwei Tagen in der Woche der Öffentlichkeit zugänglich gemacht. In der Folge erließ der Landesfürst Gesetze zur Regelung der öffentlichen Bibliothek in Bützow.
1789 wurden die Universitäten in Rostock und Bützow durch Friedrich Franz I. vereinigt und sämtliche Medien- sowie Lehrbestände Bützows fanden Einzug in die mit einem bislang erheblich geringeren Bestand ausgestattete Universitätsbibliothek Rostock. Zu diesem Zeitpunkt umfasste die Bibliothek in Bützow einen Medienbestand von etwa 14.000 gedruckten Büchern und 200 Handschriften.
Oluf Gerhard Tychsen arbeitete hiernach in Rostock als Aufseher der Akademischen Sammlung und an der Erweiterung des Bibliotheksbestandes.

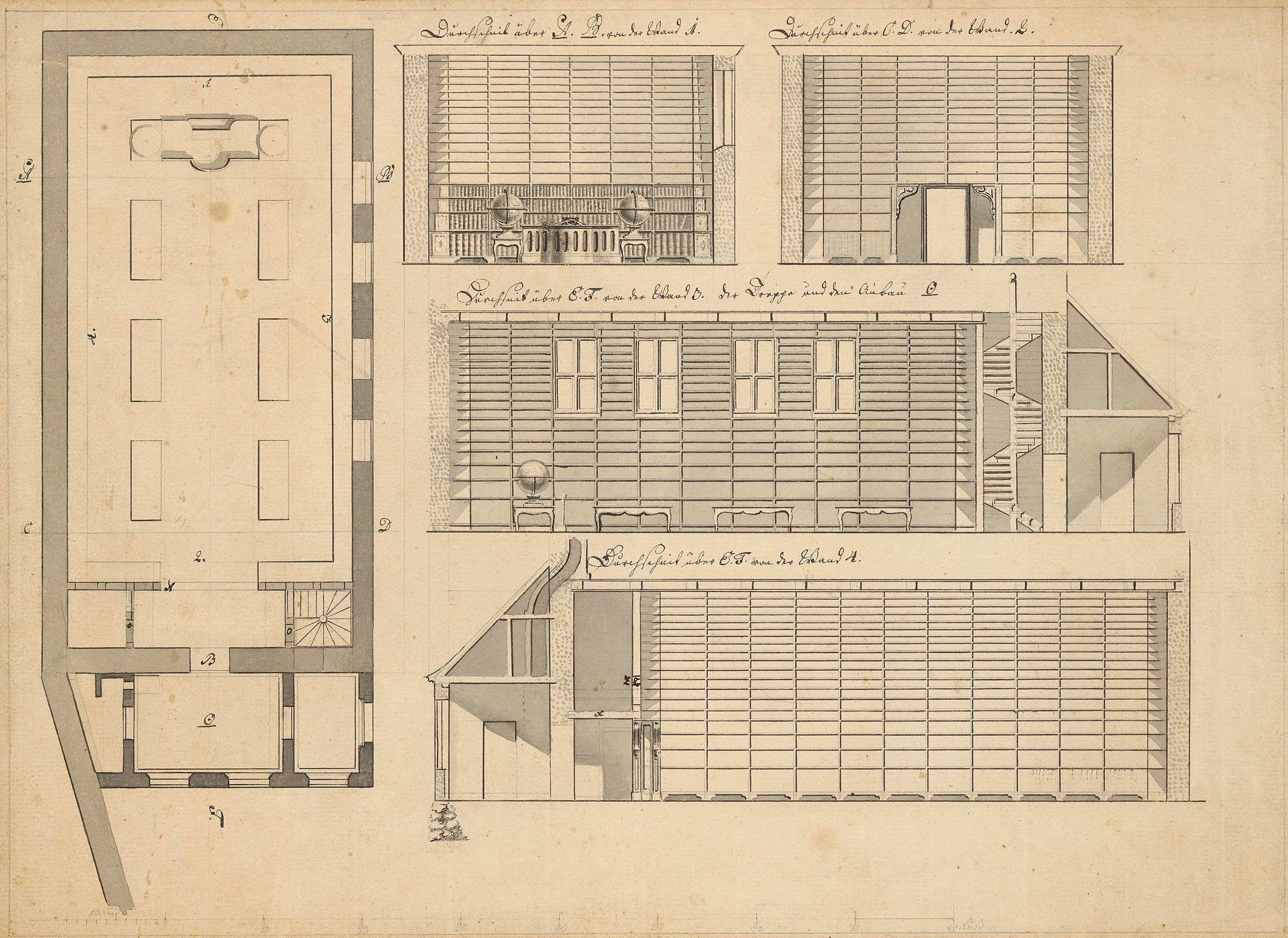
Historischer Bauplan der Bibliothek Bützow
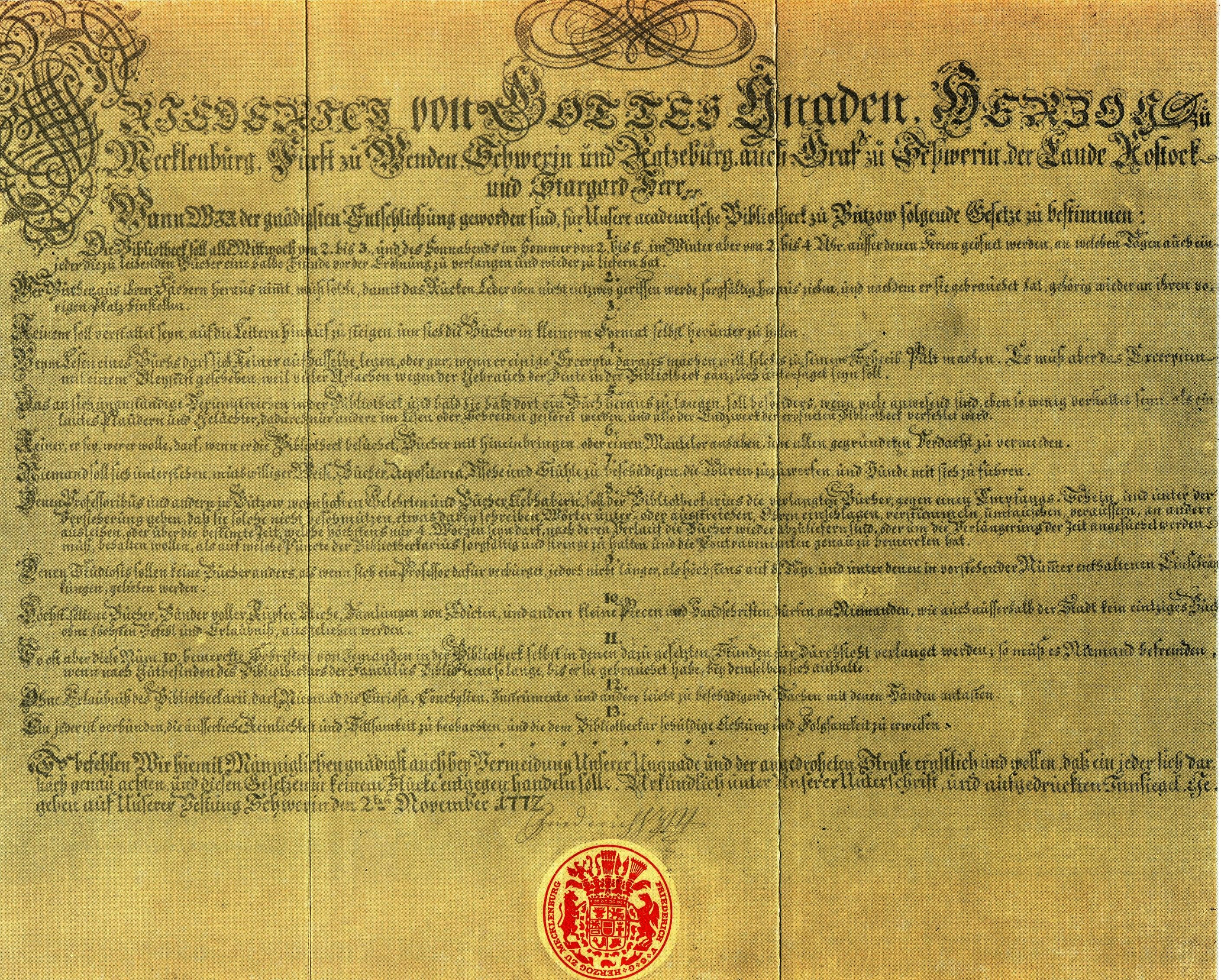
Gesetze für die öffentliche Bibliothek
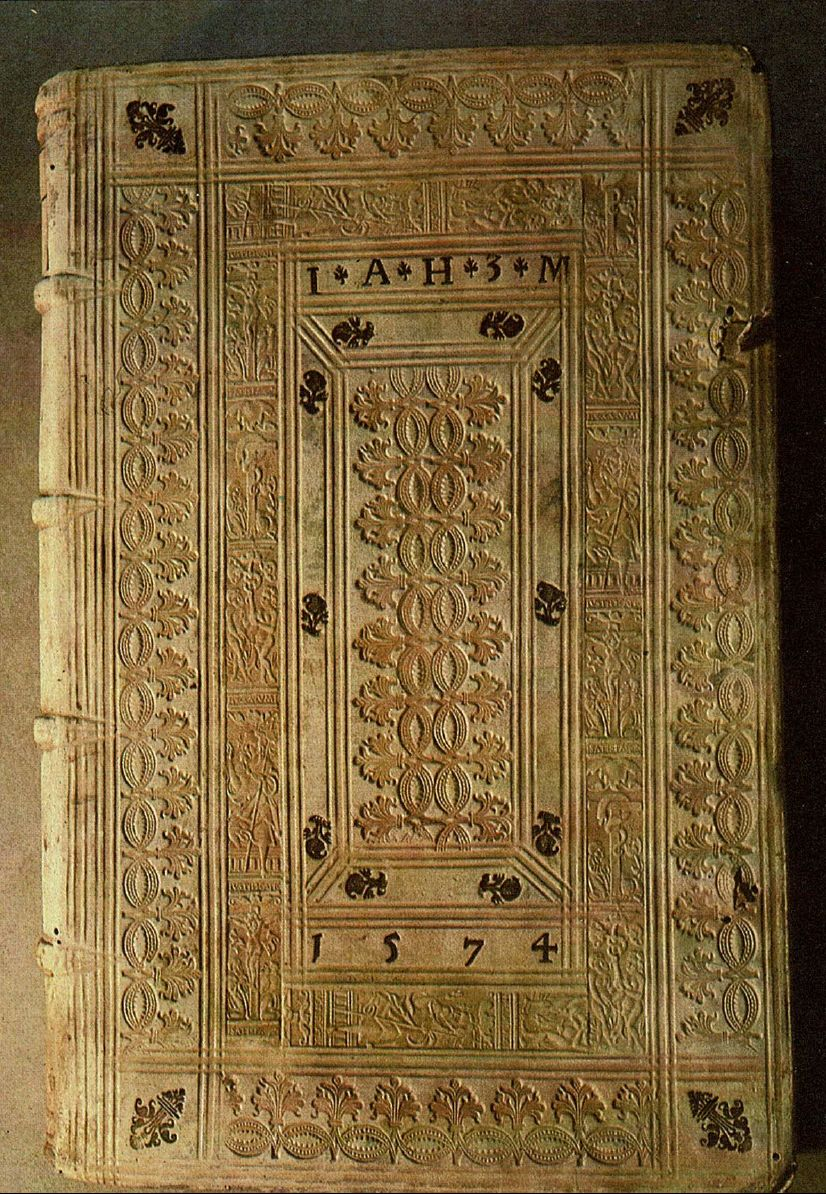
Buch aus der vergessenen Bibliothek des Herzog Johann Albrecht I aus dem Jahr 1574

### 1789 bis 2000
Zwischen 1789 und 2000 gab es in Bützow eine Vielzahl verschiedener öffentlicher Bibliotheken, deren Existenz belegt ist, allerdings oft ohne genauere Angaben über die Gründung, ihren Bestand, die Nutzung und die Dauer ihres Bestehens:
- die Volksbibliothek Bützow unter Leitung des ortsansässigen Pastors Chrestin mit einem Bestand von ca. 400 Bänden (ab 1847)[10]
- die Volksbücherei (ab 1920) mit einem Bestand von ca. 1.800 Bänden (1938)[11][12]
- die Leihbibliothek von Oertzen und Schloepke[13]
- die Leihbibliothek der Buchhandlung von Otto Holzhausen[14]
- die Bibliothek des Städtischen Realgymnasiums, welche ca. 4.000 Bände umfasste (ab 1860)[14][15]
- eine Gymnasial-Bibliothek[16]

Nach dem Zweiten Weltkrieg war der Bestand auch in Folge der Säuberung von nazistischer Literatur stark dezimiert. Im September 1949 wurde im Rathaus in der ersten Etage die Volksbücherei wieder eröffnet. Sie bestand aus einem Raum. 1950 hatte sie einen Buchbestand von 1.155 Bänden, es gab 2.715 Leser und 11.600 Ausleihen. 1952 erfolgte der Umzug in die Lange Straße 67.
In Folge der am 25. Juli 1952 vorgenommenen Umwandlung des Landes Mecklenburg-Vorpommern in drei Verwaltungsbezirke und der damit auch einhergehenden Umstrukturierung des Bibliothekswesens der DDR durch das Ministerium für Kultur erfolgte 1954 die Umbenennung der Volksbücherei in Stadt- und Kreisbibliothek Bützow.
In den Folgejahren kam es zu weiteren Umzügen der Bibliothek: 1956 in die Lange Straße 38 (Erwachsenenbibliothek) und in die Lange Straße 30 (Kinderbibliothek), um 1967 in die Gartenstraße 28, 1981 in das Schloss zu Bützow und 1991 in die Straße Am Ausfall Nr. 45.
Mit der Kreisgebietsreform 1994, in deren Folge Bützow Bestandteil des Landkreises Güstrow wurde, ging die Stadtbibliothek in die Trägerschaft der Stadt Bützow über.

### 2000 bis heute
Nach dem Auszug der Bibliothek 1789 wurde das Krumme Haus vielseitig eingesetzt, bevor es von 1998 bis 1999 renoviert wurde und zum 1. Januar 2000 die Stadtbibliothek Bützow an den Standort der ersten öffentlichen Bibliothek in Bützow zurückkehrte.
Die heutige Stadtbibliothek ist eine moderne öffentliche Bibliothek, die für ihre Nutzer diverse analoge und digitale Medien zur Verfügung stellt. So nimmt die Stadtbibliothek seit 2015 am Onleihe-Verbund des Landes Mecklenburg-Vorpommern teil und ermöglicht die Ausleihe von E-Books über das Internet.

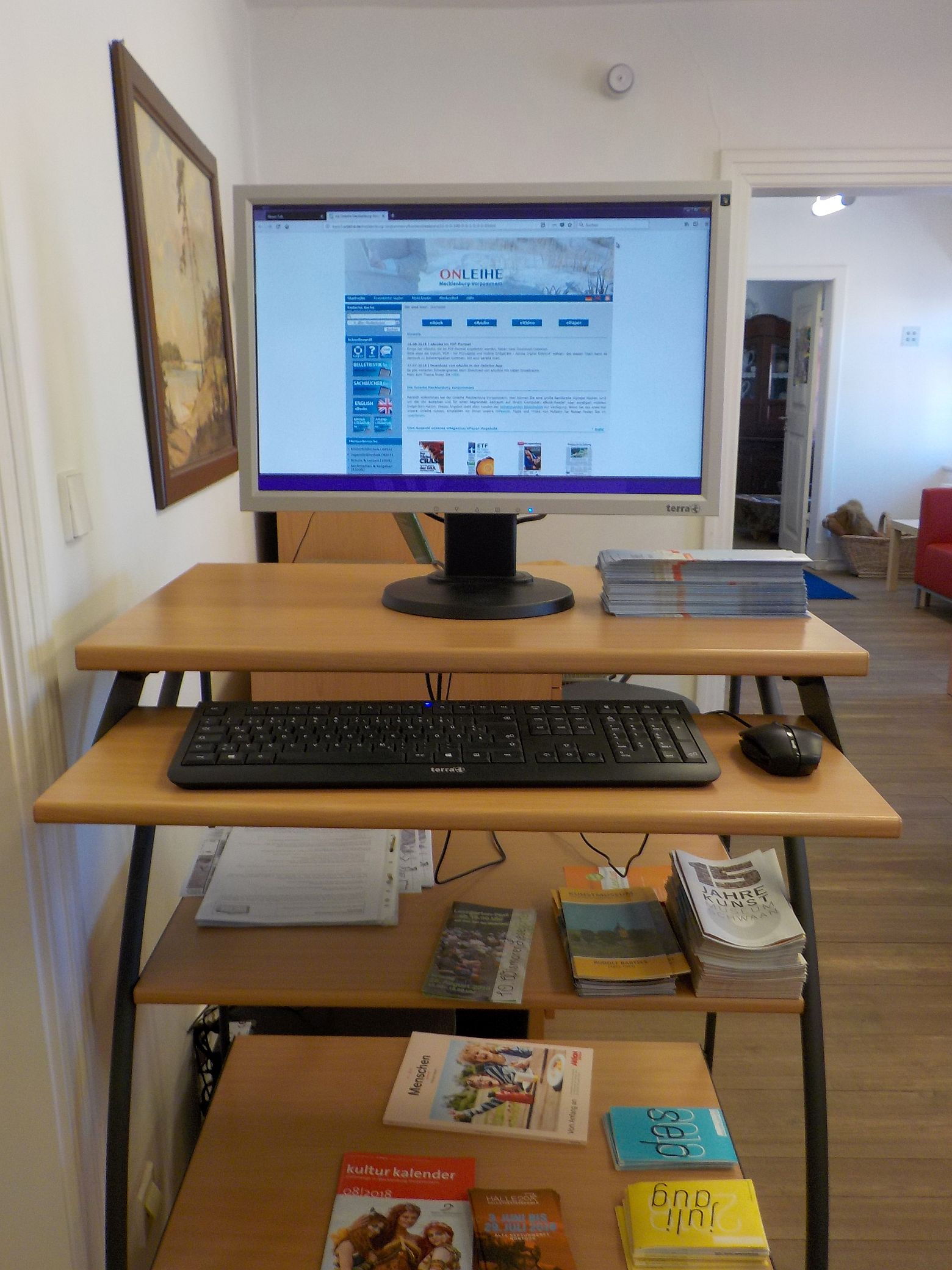
Medienarbeitsplatz
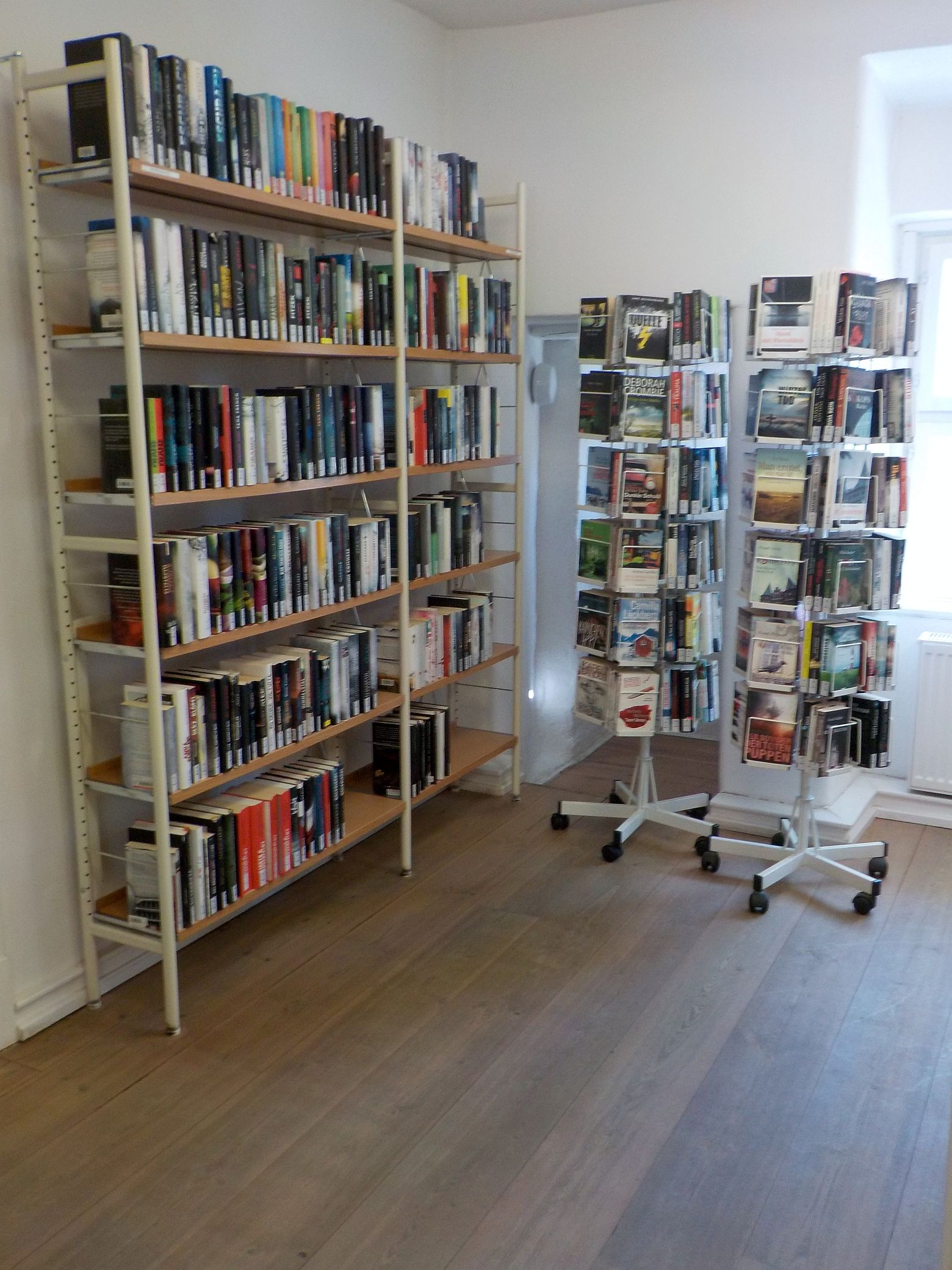
Regalsysteme
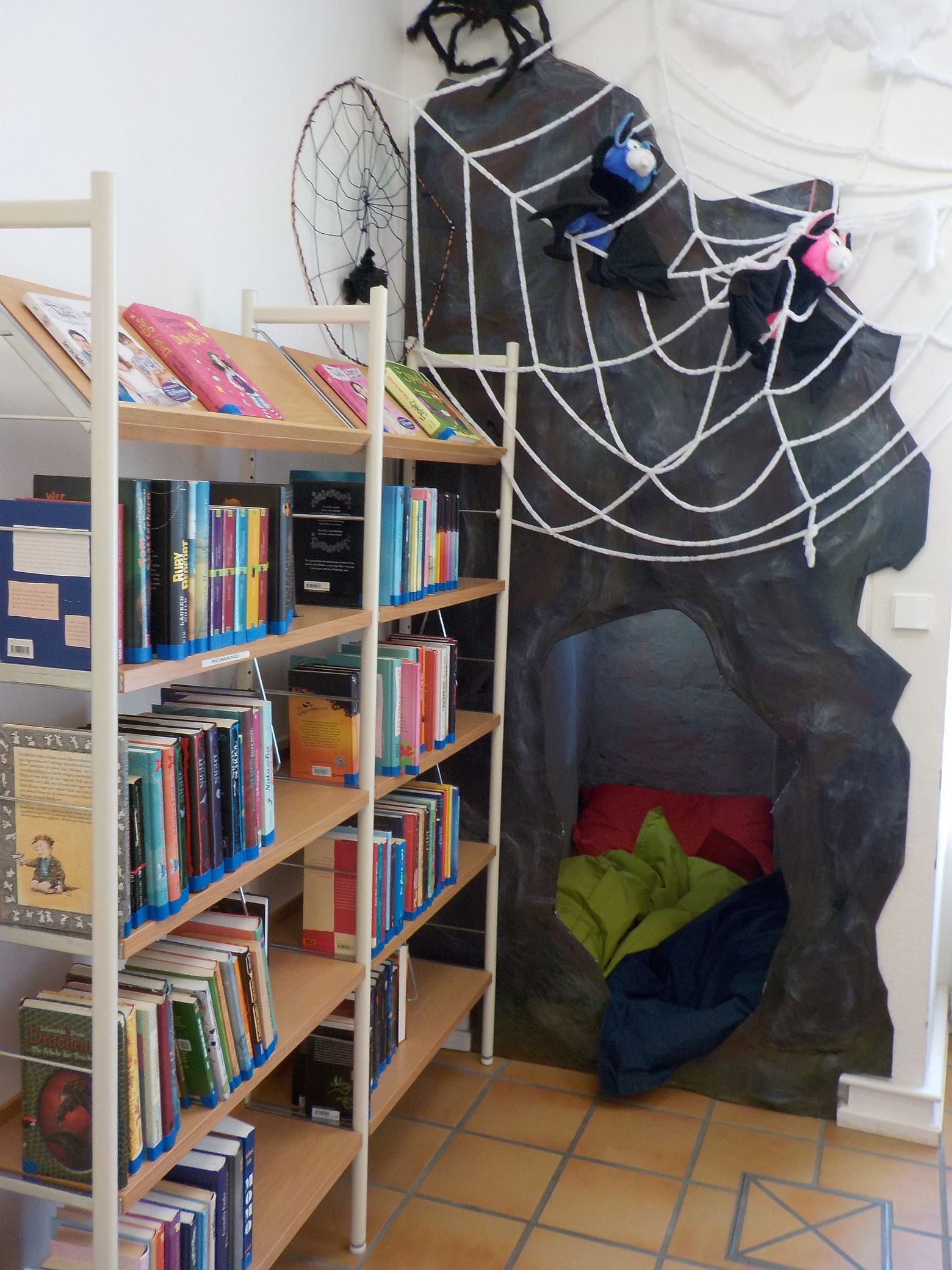
Kinderecke
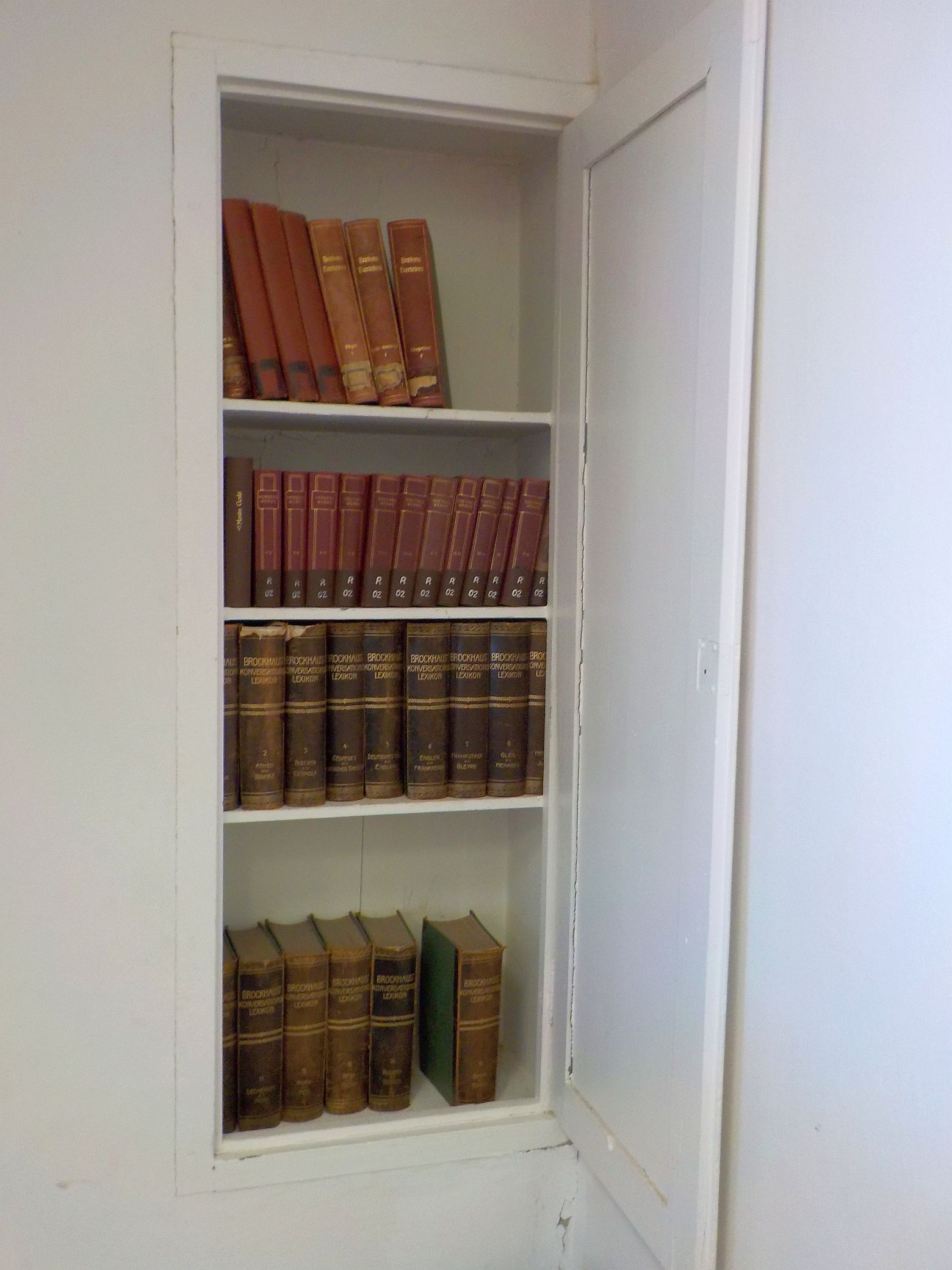
Historisches Bücherregal

## Projekte
Die Stadtbibliothek beteiligt sich an dem vom Bundesministerium für Bildung und Forschung finanzierten und von der Stiftung Lesen umgesetzten Projekt „Lesestart – Drei Meilensteine für das Lesen“ sowie an den von der Fachstelle für Bibliotheken M-V organisierten und vom Ministerium für Bildung, Wissenschaft und Kultur M-V geförderten Landesprojekten „FerienLeselust MV – Lesen tut gut“ und „Bibliotheken entdecken und erleben“.
Für Kinder und Jugendliche wurde im Rahmen des Projekts „Kultur macht stark. Bündnisse für Bildung“ der Stiftung Lesen ein Leseclub eingerichtet.

## Veranstaltungen
In der Stadtbibliothek finden regelmäßig Veranstaltungen zur Leseförderung und Kulturveranstaltungen, wie zum Beispiel Autorenlesungen oder Informationsveranstaltungen zur Regionalgeschichte, statt. Bei der Organisation von Lesungen gibt es eine Zusammenarbeit mit dem Literaturhaus Rostock e. V., dem Friedrich-Bödecker-Kreis e. V. Mecklenburg-Vorpommern und dem Kunst- und Kulturrat des Landkreises Rostock.
Regelmäßig werden durch die Stadtbibliothek Sonderausstellungen organisiert. Hierzu werden vor allem Künstler aus der Region eingeladen und einem breiten Publikum bekannt gemacht.
Sonderausstellungen, die über Bützow hinaus einen großen Zulauf erfahren haben, sind zum Beispiel:
- 2016 „Franz Bunke und seine Schüler“ in Kooperation mit dem Kunstmuseum Schwaan[28]
- 2016 in Kooperation mit dem Max-Samuel-Haus eine umfangreiche Ausstellung zu Leben und Werk von Oluf Gerhard Tychsen[29]
- 2018 „Augenblick! Grafik von Künstlerinnen in und aus Mecklenburg“ in Kooperation mit der Stiftung Mecklenburg[30]